# 俄罗斯的领土演变

俄罗斯的扩张(1300-1945)

俄罗斯的领土演变，俄羅斯的邊界通过军事征服与意识形态和政治联盟的形成与解体形成的，主要发生于1533年至今約五个世纪。

## 俄罗斯沙皇国及俄罗斯帝国

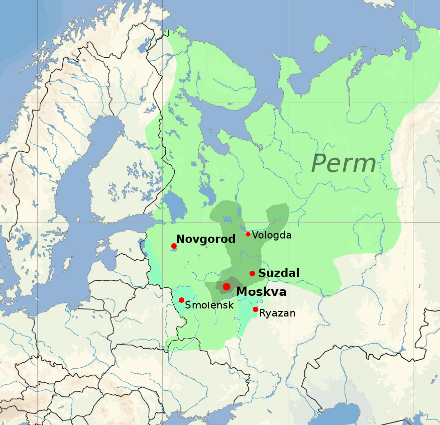
1390-1533年间莫斯科大公国的领土发展

「罗斯」（Russia）自15世纪末开始成为莫斯科大公国的代称，并在1547年俄罗斯沙皇国成立后成为其正式名称。

关于1547年前罗斯和莫斯科的历史：参见基辅罗斯和莫斯科大公国。
俄罗斯领土扩张的一个重要历史节点，便是1480年乌格拉河对峙后，鞑靼人的钦察汗国对莫斯科大公国封建统治的正式覆灭。伊凡三世（1462-1505在位）和瓦西里三世（1505-1533在位）通过兼并诺夫哥罗德共和国（1478）、特维尔大公国（1485）、普斯科夫共和国（1510）、沃洛科拉姆斯克（1513）、梁赞大公国（1521）和诺夫哥罗德-谢韦尔斯基（1522），极大地扩大了莫斯科大公国（1283-1547）领土。
俄罗斯混乱时期后，罗曼诺夫王朝1613年掌权後，继承了沙皇国的领土扩张和殖民化进程。征服西伯利亞後，令俄羅斯領土擴展至太平洋，一度抵達黑龍江，直至1689年和清朝簽署尼布楚條約，確立了貝加爾湖和外興安嶺的統治。
当西欧殖民新世界时，俄罗斯沙皇国向东部、北部和南部的陆地扩张。
扩张持续了几个世纪；到了19世纪末，俄罗斯帝国疆土从黑海直达太平洋，并且有一段时间包括了美洲的殖民地（1732-1867）和位于如今吉布提短暂的非洲非官方殖民地（1889）。1858年和1860年與清朝簽訂條約，俄羅斯取得黑龍江以北和烏蘇里江以東的領土。

### 俄罗斯帝国领土变化表
| 年份          | 沙皇                           | 占领领土                                                     | 占领自                 | 背景                                           | 地图 |
| ------------- | ------------------------------ | ------------------------------------------------------------ | ---------------------- | ---------------------------------------------- | --- |
| 1552          | 伊凡四世                       | 喀山汗國                                                     | 喀山汗國               | 俄罗斯-喀山战争                                | 喀山汗国位置 |
| 1556          | 伊凡四世                       | 阿斯特拉罕汗國                                               | 阿斯特拉罕汗國         | 俄罗斯控制的伏尔加贸易路线                     | 阿斯特拉罕汗国位置 |
| 1598          | 費奧多爾一世                   | 西伯利亚汗国                                                 | 西伯利亚汗国           | 征服西伯利亚汗国                               | 西伯利亚汗国 |
| 1582-18世纪末 | 逐渐占领                       | 西伯利亚                                                     | 原住民                 | 俄罗斯征服西伯利亚                             | |
| 1667          | 阿列克谢·米哈伊洛维奇·罗曼诺夫 | 斯摩棱斯克、左岸乌克兰、基辅（暂时）和扎波罗热（与波兰共管） | 波兰立陶宛联邦         | 俄波战争 (1654年－1667年)                      | 安德鲁索沃停战协定 |
| 1681          | 费奥多尔三世                   | 卡西姆汗國                                                   | 卡西姆汗國             | 法蒂玛苏丹皇后的去世                           | 卡西姆汗国的位置 |
| 1686          | 彼得大帝                       | 永久获得基辅和扎波罗热                                       | 波兰立陶宛联邦         | 与波兰结盟对抗奥斯曼土耳其帝国（大土耳其战争） | 与波兰结盟对抗土耳其 |
| 1721          | 彼得大帝                       | 立窝尼亚、爱沙尼亚、英格里亚和卡累利阿                       | 瑞典                   | 大北方战争                                     | 内斯塔德条约 |
| 1743          | 伊丽莎白·彼得罗芙娜·罗曼诺娃   | 西南卡累利阿                                                 | 瑞典                   | 俄罗斯-瑞典战争 (1741–43)                      | 奥布和约 |
| 1771          | 叶卡捷琳娜二世                 | 卡爾梅克汗國                                                 | 卡爾梅克汗國           | 卡尔梅克人迁居至北疆                           | 卡尔梅克汗国的位置 |
| 1772          | 叶卡捷琳娜二世                 | 因弗兰提省和东白俄罗斯                                       | 波兰立陶宛联邦         | 第一次瓜分波兰                                 | 瓜分波兰 |
| 1774          | 叶卡捷琳娜二世                 | 南巴格和卡巴迪诺                                             | 奥斯曼帝国             | 第五次俄土战争                                 | 克里米亚汗国（黄色） |
| 1783          | 叶卡捷琳娜二世                 | 克里米亚汗国                                                 | 奥斯曼帝国             | 兼并附庸国                                     | 克里米亚汗国（黄色） |
| 1792          | 叶卡捷琳娜二世                 | 叶迪山                                                       | 奥斯曼帝国             | 第六次俄土战争                                 | 叶迪山的位置 |
| 1793          | 叶卡捷琳娜二世                 | 右岸乌克兰和白俄罗斯                                         | 波兰立陶宛联邦         | 第二次瓜分波兰                                 | 瓜分波兰 |
| 1795          | 叶卡捷琳娜二世                 | 西加利西亚和南马索维亚                                       | 波兰立陶宛联邦         | 第三次瓜分波兰                                 | 瓜分波兰 |
| 1799          | 保罗一世                       | 阿拉斯加                                                     | 原住民                 | 俄属北美                                       | 1860年的俄属阿拉斯加 |
| 1801          | 亚历山大一世                   | 东格鲁吉亚                                                   | 卡爾特利-卡赫蒂王國    | 兼并格鲁吉亚                                   | 东格鲁吉亚 |
| 1809          | 亚历山大一世                   | 芬兰大公国                                                   | 瑞典                   | 芬兰战争                                       | 芬兰大公国 |
| 1810          | 亚历山大一世                   | 西格鲁吉亚                                                   | 伊梅雷蒂王国           | 兼并格鲁吉亚                                   | |
| 1812          | 亚历山大一世                   | 比萨拉比亚（摩尔多瓦）                                       | 奥斯曼帝国             | 第七次俄土战争                                 | 比萨拉比亚的位置 |
| 1813          | 亚历山大一世                   | 华沙公国                                                     | 法国                   | 拿破仑战争                                     | 华沙公国 |
| 1813          | 亚历山大一世                   | 格鲁吉亚、达吉斯坦、阿塞拜疆和亚美尼亚的一部分               | 波斯                   | 俄罗斯-波斯战争 (1804－1813年)                 | 波斯丢失的领土 |
| 1828          | 尼古拉一世                     | 厄德尔省、阿塞拜疆和亚美尼亚                                 | 波斯                   | 俄罗斯-波斯战争 (1826年-1828年)                | 波斯丢失的领土 |
| 1858          | 亚历山大二世                   | 黑龙江以北                                                   | 清朝                   | 第二次鸦片战争                                 | 北京条约 |
| 1860          | 亚历山大二世                   | 乌苏里江以东                                                 | 清朝                   | 第二次鸦片战争                                 | 北京条约 |
| 1730-1863     | 逐渐占领                       | 哈萨克斯坦                                                   | 小玉兹、中玉兹和大玉兹 | 哈萨克汗国的成立                               | 哈萨克斯坦 |
| 1866          | 亚历山大二世                   | 乌兹别克斯坦                                                 | 布哈拉酋长国           | 俄罗斯征服布哈拉                               | 征服乌兹别克斯坦 |
| 1867          | 亚历山大二世                   | 失去阿拉斯加                                                 | 美国                   | 阿拉斯加易手                                   | 1860年的俄属阿拉斯加 |
| 1873          | 亚历山大二世                   | 北土库曼斯坦                                                 | 希瓦汗国               | 1873年希瓦战役                                 | 征服土库曼斯坦 |
| 1875          | 亚历山大二世                   | 库页岛                                                       | 日本                   | 与日本的边境安置                               | 库页岛和千岛群岛 |
| 1876          | 亚历山大二世                   | 吉尔吉斯斯坦和西塔吉克斯坦                                   | 浩罕汗国               | 兼并附庸国                                     | 征服浩罕汗国 |
| 1878          | 亚历山大二世                   | 卡尔斯州和巴统州                                             | 奥斯曼帝国             | 俄土战争 (1877年-1878年)                       | 卡尔斯和巴统 |
| 1885          | 亚历山大三世                   | 南土库曼斯坦                                                 | 土库曼人               | 第二次盖奥克泰佩战役                           | AshgabatKrasno · vodskChik · ishlyarMervPandjehGeok TepeBamiKazil- · ArvatChatBukharaKhiva 1880-1885年的土库曼战役 · * 蓝色=俄罗斯的要塞；黄色=希瓦汗国 |
| 1893          | 亚历山大三世                   | 东塔吉克斯坦                                                 | 人口稀少               | 勘探帕米尔高原                                 | 帕米尔地区 |
| 1905          | 尼古拉二世                     | 丢失南库页岛                                                 | 大日本帝国             | 日俄战争                                       | 南库页岛 |

## 苏联
十月革命后，波兰和芬兰自俄罗斯独立至今。俄罗斯本土成立了“苏俄”政权，俄国内战中，其疆域发生了巨大变化。最终大部分前俄罗斯帝国领土都被并入了苏联。
第二次世界大战后，苏联吞并了芬兰的卡累利阿，德国的东普鲁士（现加里宁格勒州），日本的千岛群岛和南库页岛，图瓦共和国（此前由蒙古和清朝统治），波兰第二共和国的西白俄罗斯和西乌克兰。
永久或暂时独立的前俄罗斯帝国的领土：
- 克里米亚人民共和国，1917–1918
- 阿拉斯共和国，1918–1919
- 阿拉什自治国，1917–1920
- 立陶宛王国，1918
- 乌克兰人民共和国、乌克兰国，1917-1921
- 库尔兰和瑟米利亚公国，1918
- 亚美尼亚民主共和国，1918–1920
- 阿塞拜疆民主共和国，1918–1920
- 芬兰王国，1918–1919
- 基任加區，1919–1926
- 北高加索酋长国，1919–1920
- 拉脱维亚共和国，1919–1940
- 中立陶宛共和国，1920–1922
- 里海舰队中央委员会独裁政权，1918
- 格鲁吉亚民主共和国，1918–1921
- 阿的里·乌拉尔国，1917–1918
- 摩爾達維亞民主共和國，1917–1918
- 北高加索山区共和国，1917–1920
- 北英格里亚共和国，1919–1920
- 卡尔梅克共和国，1920
- 外高加索民主联邦共和国，1918

## 现代俄罗斯
苏联解体导致了后苏联国家的独立，俄罗斯苏维埃联邦社会主义共和国成为俄罗斯联邦。 俄罗斯联邦的领土争端涉及这些后苏联国家及其他邻国。
伊奇克里亚车臣共和国是一个1991-2000年间，存在于车臣共和国境内未被承认的分裂主义政府。在2000年被消灭前，其与俄罗斯政府进行过两次战争。
2008年喬治亞戰爭，俄羅斯軍隊侵入喬治亞並仍佔領該國兩個地區至今。
2014年，俄罗斯合并克里米亚。
2022年，俄羅斯入侵烏克蘭，期間更吞併烏克蘭東部四個州份的部分領土，戰爭仍在進行中。